# Amy Acuff

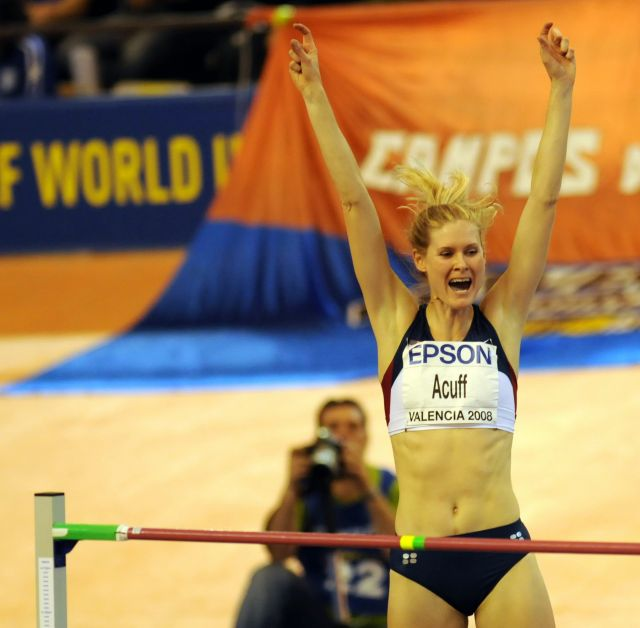
Amy Acuff vid VM inomhus 2008

Amy Lyn Acuff, född 14 juli 1975 i Port Arthur, Texas, är en amerikansk höjdhoppare som deltagit i fyra olympiska spel. Hennes personliga rekord är 2,01 m.
Acuffs första större mästerskap var VM 1995 där hon placerade sig på 8:e plats. Det är tillsammans med åttonde platsen vid VM i Helsingfors 2005 hennes bästa resultat vid ett världsmästerskap.
I olympiska sammanhang blev hon  2000, 2008 och 2012 utslagen i kvaltävlingen men 2004 slutade hon på en fjärde plats, efter att ha klarat 1,99.
Andra meriter är en fjärdeplats vid inomhus VM 2001 i Lissabon. Hon har även blivit amerikansk mästare 2003-2005. 